# فيودور سمولوف
فيودور ميكايلوفيتش سمولوف (بالروسية: Фёдор Миха́йлович Смо́лов) (من مواليد 9 فبراير 1990 في ساراتوف، الجمهورية الروسية السوفيتية الاتحادية الاشتراكية، الاتحاد السوفييتي) هو لاعب كرة قدم روسي يجيد اللعب في مركز الهجوم ويلعب حاليا في نادي نادي كراسنودار في الدوري الروسي الممتاز. و يلعب أيضاً مع منتخب روسيا لكرة القدم. وقد لعب سابقاً مع عدة أندية وهي دينامو موسكو الروسي وفيينورد الهولندي ونادي أنجي ونادي أورال الروسيين.

## روابط خارجية
- فيودور سمولوف على موقع الاتحاد الأوربي (الإنجليزية)
- فيودور سمولوف على موقع إي إس بي إن إف سي (الإنجليزية)
- فيودور سمولوف على موقع قاعدة بيانات كرة القدم.إي يو (الإنجليزية)
- فيودور سمولوف على موقع ليكيب (الفرنسية)
- فيودور سمولوف على موقع ناشيونال فوتبول تيمز (الإنجليزية)
- فيودور سمولوف على موقع Soccerbase.com (لاعب) (الإنجليزية)
- فيودور سمولوف على موقع Soccerway.com (الإنجليزية)
- فيودور سمولوف على موقع عالم كرة القدم.نت (الإنجليزية)
- فيودور سمولوف على موقع AS.com (الإسبانية)